# Antonio Cavalli
Antonio Cavalli (Villa di Serio, 12 settembre 1889 – Calcinate, 20 dicembre 1965) è stato un politico e militare italiano.

## Biografia
Nato il 12 settembre 1889 a Villa di Serio, piccolo borgo di estrazione rurale della provincia di Bergamo, dal commendator Pietro e da Matilde Sanguettola, si laurea in giurisprudenza nel 1914, mentre l'anno successivo è chiamato alle armi in seguito allo scoppio della prima guerra mondiale.
Durante il conflitto si distingue al punto di essere decorato con la croce di guerra al valor militare, insignito del ruolo di cavaliere della corona d’Italia e congedato con il grado di capitano.
All'inizio degli anni venti, dopo aver conseguito un'ulteriore laurea in lettere e scienze politiche, si attiva nella vita politica impegnandosi nelle file del Partito Popolare. Ben presto entra in contrasto con il regime fascista, che lo tiene sotto controllo come vigilato speciale. La situazione politica lo porta quindi a compiere numerosi viaggi all'estero dove incontra personalità di rilievo, sia in ambito italiano che internazionale, tra cui don Luigi Sturzo, con cui instaura un profondo rapporto ideologico e di amicizia. La morsa dei controlli del regime però si fa sempre più stretta, al punto di vedersi ritirato il passaporto.
L'inizio della seconda guerra mondiale lo obbliga a partire, nel 1942, per il fronte russo.
Dopo l'8 settembre 1943 viene però fatto prigioniero dai tedeschi, che lo internano nei campi di concentramento, da cui riesce a far ritorno a casa nell'ottobre del 1944.
Qui entra in clandestinità ed aderisce quindi al movimento partigiano, all'interno del quale si fa conoscere al punto di prendere il comando delle “Brigate del Popolo” con lo pseudonimo di “Comandante Granata”.
Il 25 aprile 1945 partecipa in prima persona alla liberazione di Bergamo, città della quale due giorni più tardi viene nominato sindaco della liberazione dal CLN, ruolo che ricopre fino al giugno dell'anno successivo, quando è eletto deputato all'Assemblea Costituente con il numero più alto di voti nel collegio di Bergamo e Brescia.
Dopo essere stato eletto, nel 1947, deputato nella I legislatura repubblicana, viene nominato Sottosegretario di Stato all'Industria e Commercio nel III nel IV e nel V Governo De Gasperi, ruolo ricoperto fino al 14 gennaio 1950, data in cui si dimette dall'incarico.
Nella II legislatura sostituì per l'annullamento dell'elezione il parlamentare Giuseppe Alpino.
Dopo aver lasciato ogni incarico politico nel 1958, muore il 20 dicembre 1965 presso l'ospedale di Calcinate.